# Свята Сьєрра-Леоне
Це список свят Сьєрра-Леоне. 

## Список
- 1 січня: перший день нового року
- 4 лютого: День народження Пророка
- 6 квітня: страсна п'ятниця
- 9 квітня: Великодній понеділок
- 27 квітня: День Незалежності
- 19 серпня: Ід аль-фітр (закінчення Рамадану)
- 26 жовтня: Ід аль-адха (свято жертвопринесення)
- 25 грудня: Різдво
- 26 грудня: День подарунків